# Музей истории развития трамвайно-троллейбусного управления Екатеринбурга
Музей истории развития трамвайно-троллейбусного управления Екатеринбурга — музей, посвященный истории электротранспорта (трамвая и троллейбуса) Екатеринбурга.
Музей был открыт 24 августа 1998 года. Расположен на территории Южного трамвайного депо и его общежития. Музейная экспозиция занимает одну комнату в здании общежития Южного трамвайного депо. Здесь представлены различные экспонаты, связанные с историей электротранспорта в Екатеринбурге: документы, фотографии, книги, образцы рельсов и различных технических устройств (органы управления трамваями, диспетчерский пульт, компостеры). Здесь же, на открытой площадке на территории Южного трамвайного депо, расположены четыре исторических трамвайных вагона:
- Х
- МТВ-82
- Tatra T2
- Tatra K2 (единственный сохранившийся в России экземпляр, «Татра с гармошкой»)

## Галерея

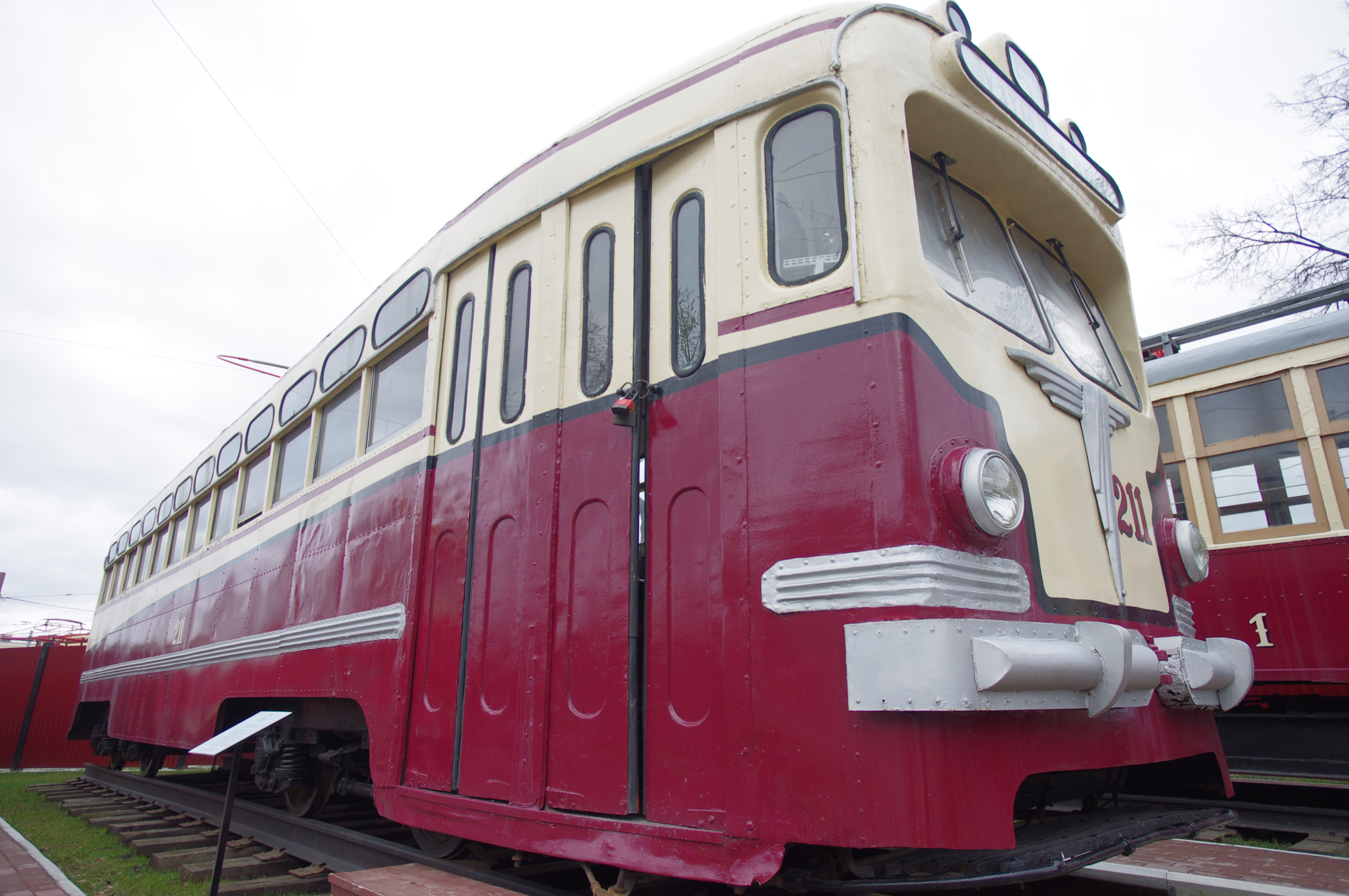
Трамвай МТВ-82
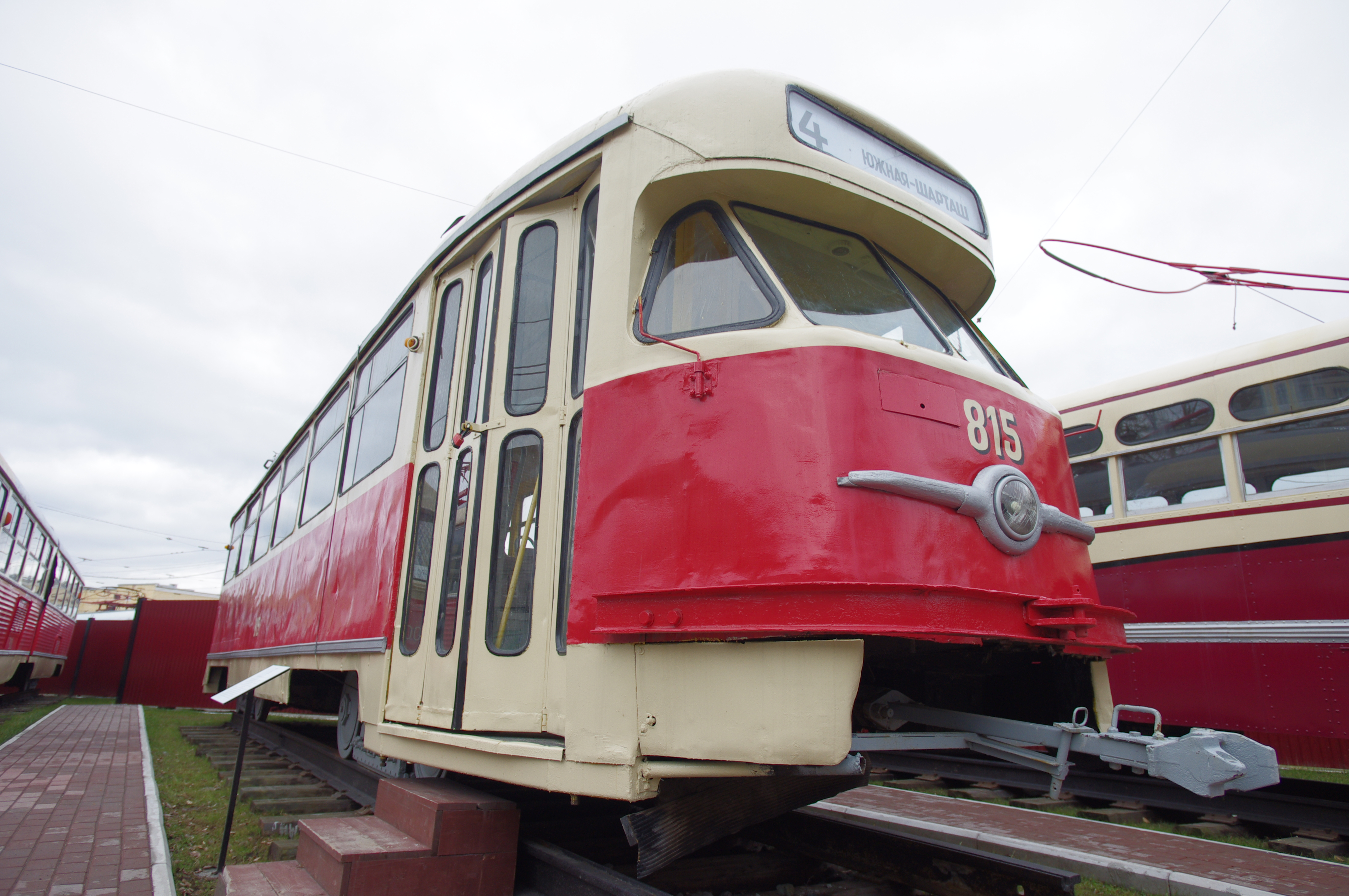
Трамвай Tatra T2
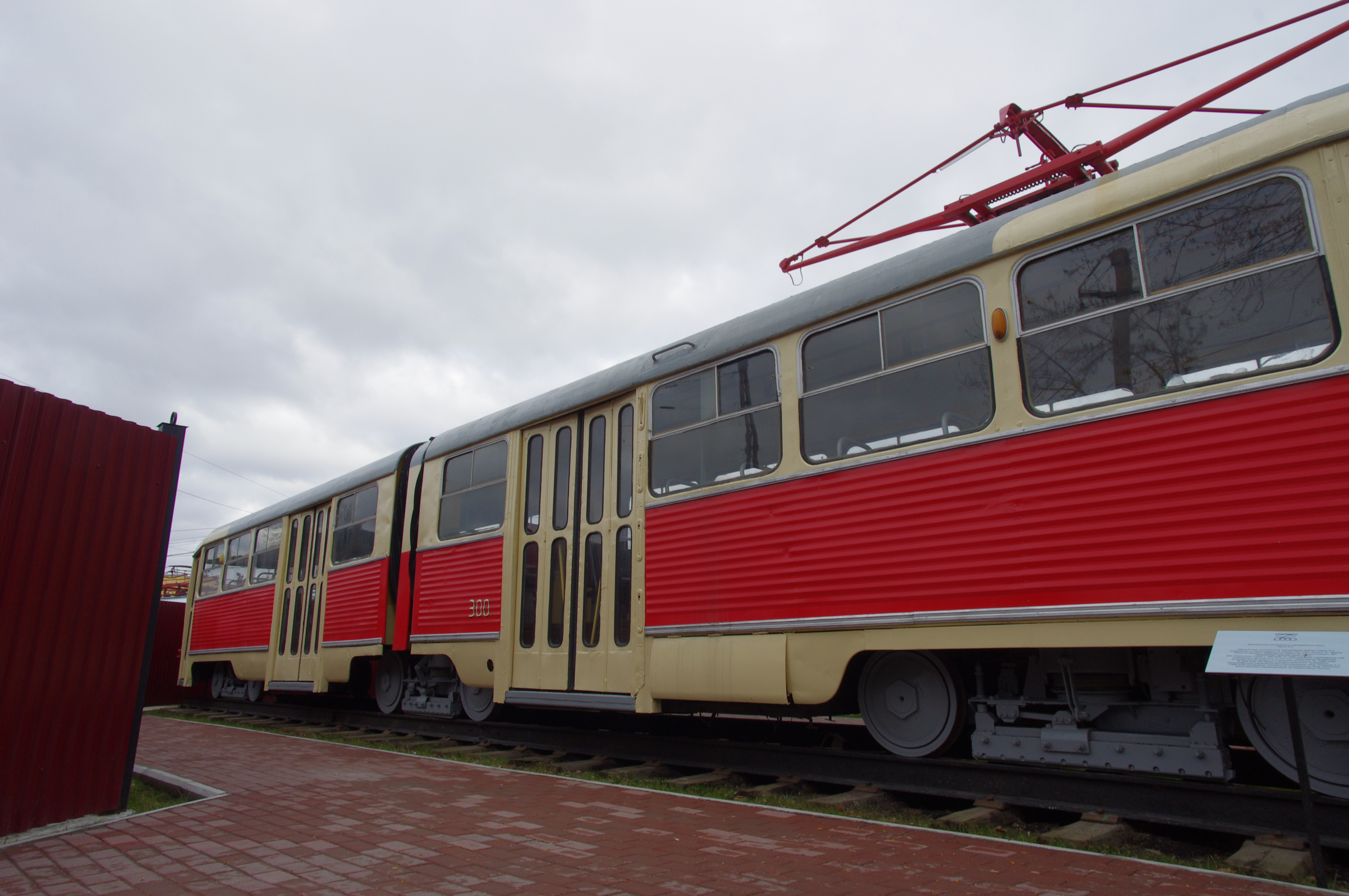
Трамвай Tatra K2 «с гармошкой»